# Atma (Syria)
Atma (arab. ‏اطمه‎) – miejscowość w północno-zachodniej Syrii, w muhafazie Idlibu. W spisie z 2004 roku liczyła 2255 mieszkańców.
3 lutego 2022 w Atmie podczas nalotu amerykańskich sił specjalnych zginął iracki terrorysta Abu Ibrahim al-Hashimi al-Qurashi, jeden z przywódców ISIS.